# Рожново (Зарайский район)
Рожново — деревня в Зарайском районе Московской области, в составе муниципального образования сельское поселение Каринское (до 29 ноября 2006 года входила в состав Макеевского сельского округа), деревня связана автобусным сообщением с райцентром и соседними населёнными пунктами .

## Население
| 2002 | 2006 | 2010 |
| ---- | ---- | ---- |
| 18   | ↗20  | ↗21  |

## География
Рожново расположено в 19 км на юго-восток от Зарайска, на реке нижний Осётрик, высота центра деревни над уровнем моря — 174 м.

## История

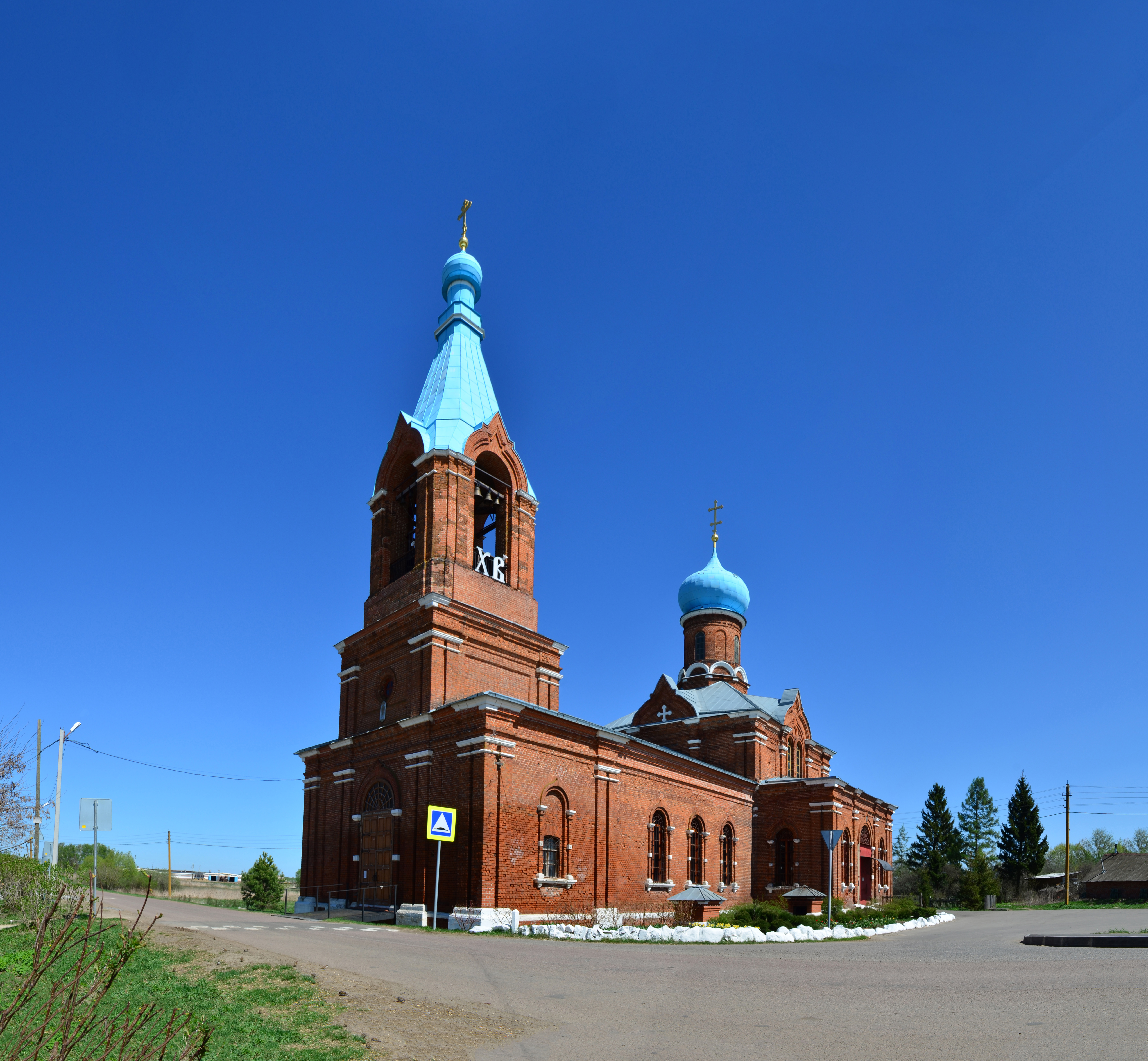
Успенская церковь.

Рожново впервые упоминается в Окладных книгах 1676 года, в связи с сельской Успенской церковью, при которой показано «2 двора поповых, двор диаконов, двор дьячков и двор пономарев, церковной земли 14 четв. в поле, а в дву потомуж, сенных покосов на 20 копен, 112 приходских дворов, в числе коих было 2 двора боярских и 33 двора детей боярских», взамен которой в 1799 году была построена новая деревянная церковь.
В 1858 году в деревне числилось 107 дворов и 441 жителя, в 1884 году — 565 жителей, в 1906 году — 85 дворов и 696 жителей, действовали церковно-приходская школа, фельдшерский пункт, винная лавка, библиотека-читальня (с 1903 года). В 1929 году был образован колхоз «Красный колос», впоследствии — совхоз «Красный колос».
В 1884 году в Рожново возведена нынешняя кирпичная церковь, в стиле эклектики, с Преображенским приделом. в 1930-х годах закрыта, открыта в 1994 году, действующая, памятник архитектуры местного значения